# Ратенов (станция)
Ратенов (нем. Rathenow) — пассажирская станция в городе Ратенов, расположенная на Берлинско–Лертской железной дороге. Станционный комплекс включает основное здание на площади Дункерплац, часть которой называется также площадью Банхофсфорплац, заброшенную водонапорную башню и здание бывшей Императорской станции, которое предназначалось для встреч членов императорской семьи; в настоящее время в последнем располагается информационное бюро для туристов и прокат велосипедов. На станции также имеются станционный туннель на 3 и 4 пути, который используется Бранденбургской городской железной дорогой, автостоянка на 133 места и парковка велосипедов на 80 мест, 20 из которых имеют покрытие.
Станция Ратенов также является начальной станцией узкоколейной железной дороги Ратенов—Сензке—Науэн. У площади Банхофсфорплац сохранились частичные следы узкоколейной железной дороги, которые включены в список исторического наследия. В этот список также входит здание Бранденбургской городской железной дороги на южной стороне станции.

## История

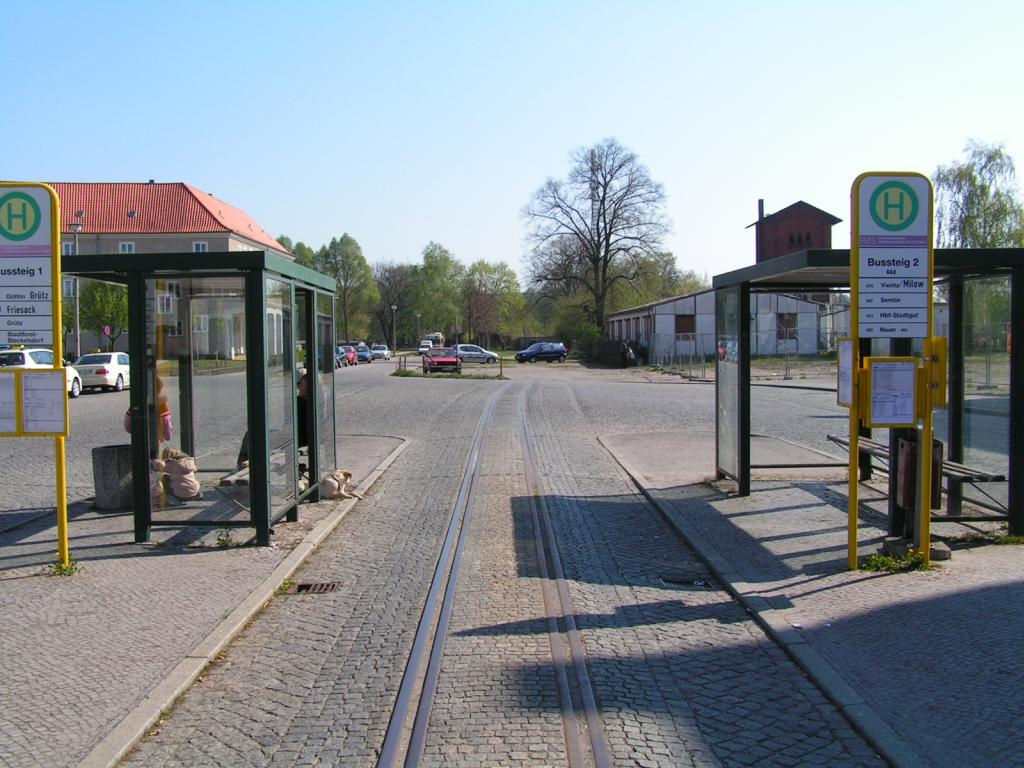
Сохранённая часть узкоколейной железной дороги у автобусной остановки на площади перед станцией

Строительство Берлинско-Лертской железной дороги стало причиной, по которой в городе Ратенов в 1870 году появилась железнодорожная станция. В 1900 году была открыта узкоколейная железная дорога Ратенов–Сензке–Науэн. С вводом в эксплуатацию Бранденбургской городской железной дороги в 1904 году в Ратенове образовался небольшой железнодорожный узел. Все три железнодорожные компании эксплуатировали отдельные части станции: узкоколейная железная дорога до Науэна шла от платформы, а Бранденбургская городская железная дорога имела собственное станционное здание к югу от платформы Берлинско-Лертской железной дороги. Последняя являлась самой важной линией, по которой шло интенсивное движение из Берлина на запад страны. Первая масштабная реконструкция внешнего двора станции началась в 1936 году.
После Второй мировой войны движение на узкоколейной железной дороге из Ратенова в Сензке прекратилось и участок путей возле станции был демонтирован. Одна линия Берлинско-Лертской железной дороги была демонтирована в качестве послевоенных репараций. С разделением Германии значение движения на линии от Берлина до Западной Германии через Магдебург упало.
Еще до мирной революции ГДР и ФРГ планировали построить высокоскоростную линию между Ганновером и Берлином. После воссоединения Германии проект был утверждён, как «Транспортный проект немецкого единства». В результате станция Ратенов была полностью реконструирована в середине 1990-х годов. Во время модернизации с 1995 по 1998 год линия от Ратенова до Берлина была блокирована, в связи с чем прекратилось движение поездов от Штендаля до станции. В это время была построена новая отдельная двухдорожечная электрифицированная высокоскоростная железная дорога. На станции Ратенов проложили новые пути между платформами и зданием станции. Само здание станции получило застеклённое удлинение рядом с путями. Старые пути были сохранены в большинстве секций, и с тех пор эксплуатируются грузовыми и региональными службами. В восточной и западной частях станции между скоростной линией и платформами были установлены соединительные пути.
Движение на участке Бранденбургской городской железной дороги между Ратенов-Нордом и Нойштадтом было закрыто 31 декабря 2001 года, но поезда курсировали между Ратеновым и Ратенов-Нордом до 2003 года.
С 2003 по 2005 год Бранденбургская городская железная дорога между Ратеновом и Бранденбургом была блокирована из-за ремонтных работ. В 2005 и 2006 годах часть внешнего двора станции была также отремонтирована для проведения Государственной садоводческой выставки.

### Архитектура
Здание станции, построенное в 1870 году Магдебург-Хальберштадтской железнодорожной компанией, имеет два этажа и двенадцать осей. При его строительстве использовался ратеновский кирпич. На западе станции находится ещё одно здание — Кайзерсбанхоф, построенное в 1913 году. Оно предназначалось для членов императорской семьи и представляет собой одноэтажное деревянное здание с двускатной крышей. Около 1900 года на станции были построены водонапорная башня, пакгауз и флигель.

### Пассажиропоток

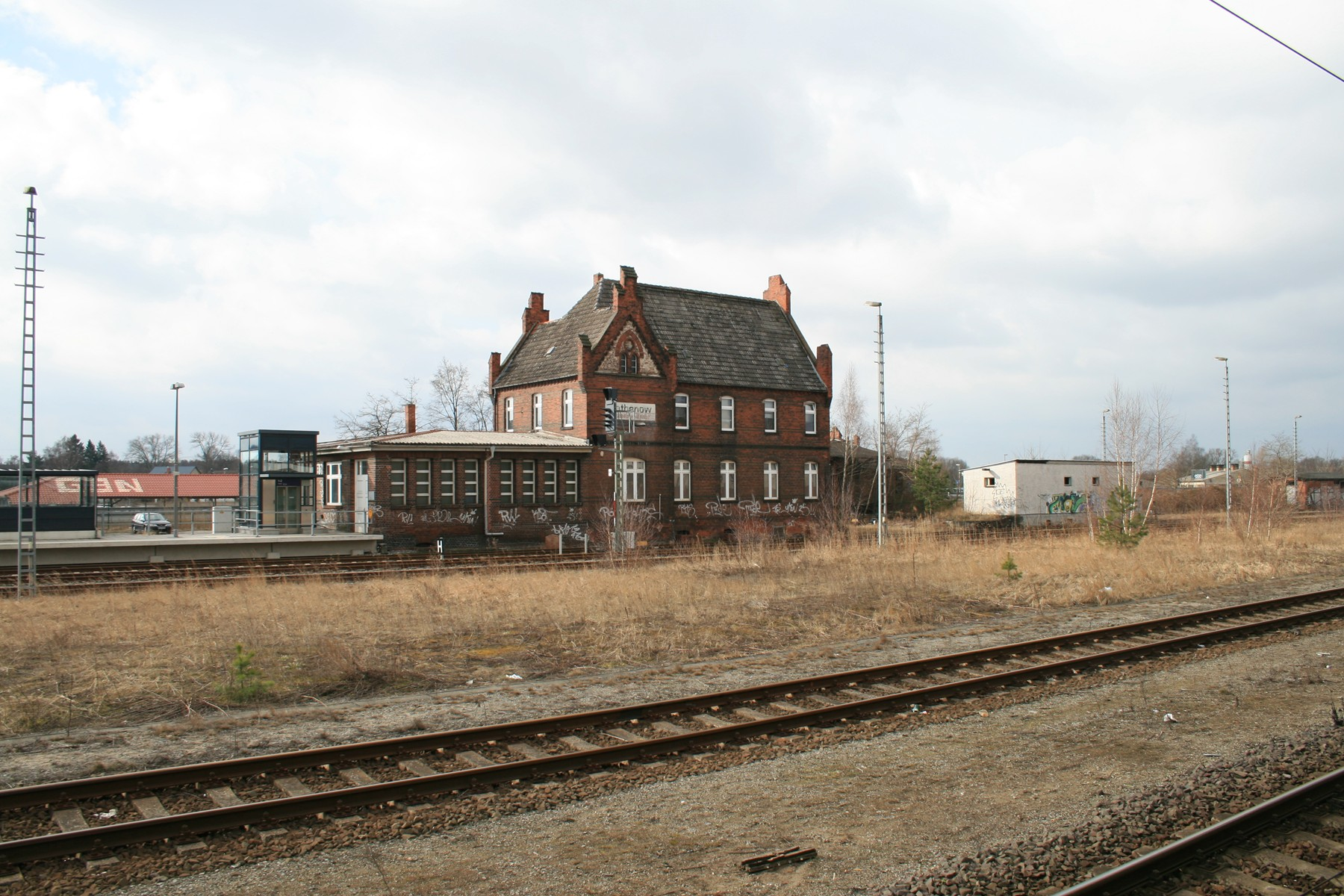
Станция Ратенов. Вид со стороны железнодорожных путей

До Второй мировой войны по местной железной дороге шло интенсивное движение между Берлином и Западным Ратеновом; часть экспрессов останавливалась на станции Ратенов.
После 1945 года значение линии для перевозок пассажиров значительно снизилось. До строительства Берлинской стены в 1961 году здесь останавливались пассажирские поезда, шедшие до станции Штакен на границе с Западным Берлином. Затем поезда из Восточного Берлина шли до Ратенова через Берлинское внешнее кольцо с разворотом в Вустермарке. Между Берлином, Ратеновым и Штендалем ходили только два прямых экспресса.
До 1995 года станция Ратенов принимала поезда в обычном режиме. В 1995 году железнодорожная линия была блокирована в связи с ремонтом путей, и в Ратенове останавливались только экспрессы из Берлина в Амстердам. После открытия скоростной линии в 1998 году на станцию каждые два часа прибывают поезда типа интеррегио. Также из Ратенова в Берлин с часовыми интервалами следуют прямые рейсы региональных экспрессов. В 2008—2009 годах на станции снова стали останавливаться поезда дальнего следования, когда из-за строительных работ на мосту через Хафель было перекрыто движение в направлении Штендаля.

## Схема проезда
По линии RE 4 пара поездов утром и вечером и в часы пик следуют из Штендаля в Йютербог. До 8 декабря 2012 года на станции Ратенов останавливались междугородные поезда на маршруте между нидерландским Схипхолом и польским Щецином. С апреля по октябрь здесь останавливаются экспрессы на маршруте Берлин—Ганновер—Амстердам.
| Линия | Направление                                                                                         | Время (мин)                   | EVU                   |
| ----- | --------------------------------------------------------------------------------------------------- | ----------------------------- | --------------------- |
| IRE   | Берлин — Ратенов — Штендаль — Иэльзен — Гамбург                                                     | ежечасно в обоих направлениях | DB Regio              |
| RE 4  | (Штендаль) — Ратенов — Вустермарк — Берлин–Шпандау — Берлин–Зюдеркройц — Людвигсфельде — (Йютербог) | 60                            | Ostdeutsche Eisenbahn |
| RB 34 | Ратенов – Шёнхаузен (Эльбе) – Штендаль                                                              | 120                           | Ostdeutsche Eisenbahn |
| RB 51 | Ратенов – Прицербе — Бранденбург-на-Хафеле                                                          | 60                            | Ostdeutsche Eisenbahn |

## Другие станции

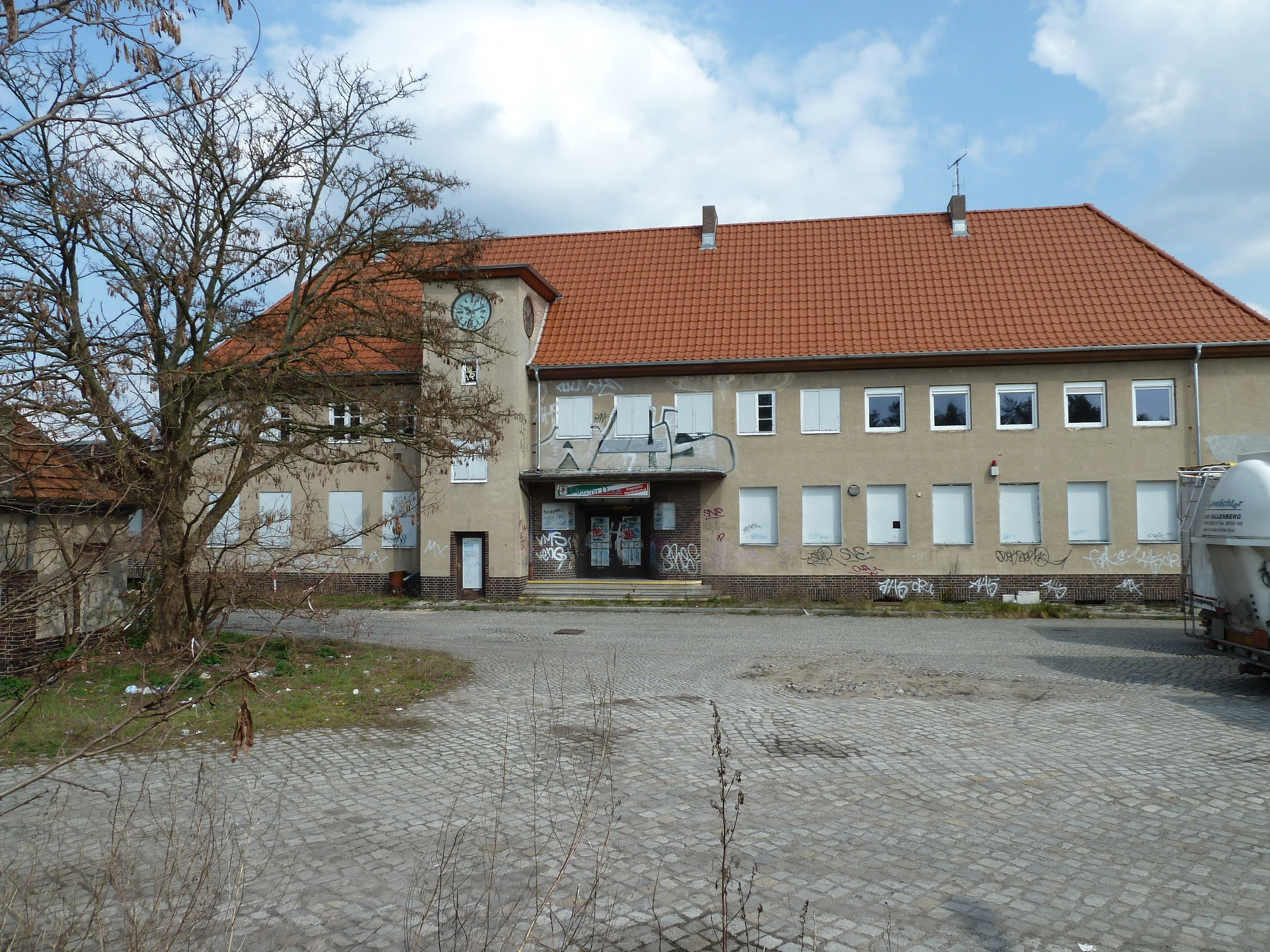
Станция Ратенов–Норд

Железнодорожная станция Ратенов–Норд находится на Бранденбургской городской железной дороге между Ратеновым и Нойштадтом к северу от города. Движение между Ратеновым и Нойштадтом было прекращено 31 декабря 2001 года. До 2003 года городские поезда из Бранденбурга-на-Хафеле до станции Ратенов останавливались и на станции Ратенов-Норд. К востоку от станции в направлении Нойштадта, в связи с расширением высокоскоростной линии, был построен железнодорожный мост. После реконструкции в 2005 году Бранденбургской городской железной дороги, движение было возобновлено только до станции Ратенов. Железнодорожная станция Ратенов-Норд состоящая из станционного здания, пакгауза, внешнего двора и вагонных весов в настоящее время является памятником архитектуры.
Платформа Ратенов-Юг на Бранденбургской железной дороге в направлении Бранденбурга-на-Хафеле находится к западу от станции Ратенов. Линия проходит параллельно полотну в направлении Берлинско-Лертской железной дороги в направлении Штендаля. В 1998 году платформа была закрыта, так как поезда перестали на ней останавливаться.